# Мёллер, Катти Анкер
Катти Анкер Мёллер (норв. Katti Anker Møller 23 октября 1868 — 20 августа 1945) — норвежская феминистка, защитница прав детей, а также одна из первых людей, выступивших за репродуктивные права.

## Жизнь и правозащитная деятельность
Катти родилась в семье учителя и известного популяризатора образования Германа Анкера. У неё было девять братьев и сестер. Она посещала народный университет, один из первых в её родном городе. Она получила педагогическое образование и сразу после этого провела год во Франции, где на неё произвело сильное впечатление знакомство с жизнью женщин занимающихся проституцией и матерей-одиночек. Мать Катти умерла в возрасте 50 лет, утомленная многочисленными беременностями, которые в те времена не считались чем-то необычным.
Мёллер рано начала проявлять интерес к опасности многочисленных беременностей и тяжелой участи матерей-одиночек и их детей. Тогда она стала путешествовать по стране и давать лекции на местных собраниях относительно прав женщин, что было революционным подходом для того времени.
Катти неустанно добивалась принятия закона о правах рождённых вне брака детей. Итогом её работы стало принятие в 1915 году так называемого «закона Кастберга». Этот закон был очень прогрессивен для своего времени, он давал внебрачным детям право наследования, а также право носить фамилию своего отца.

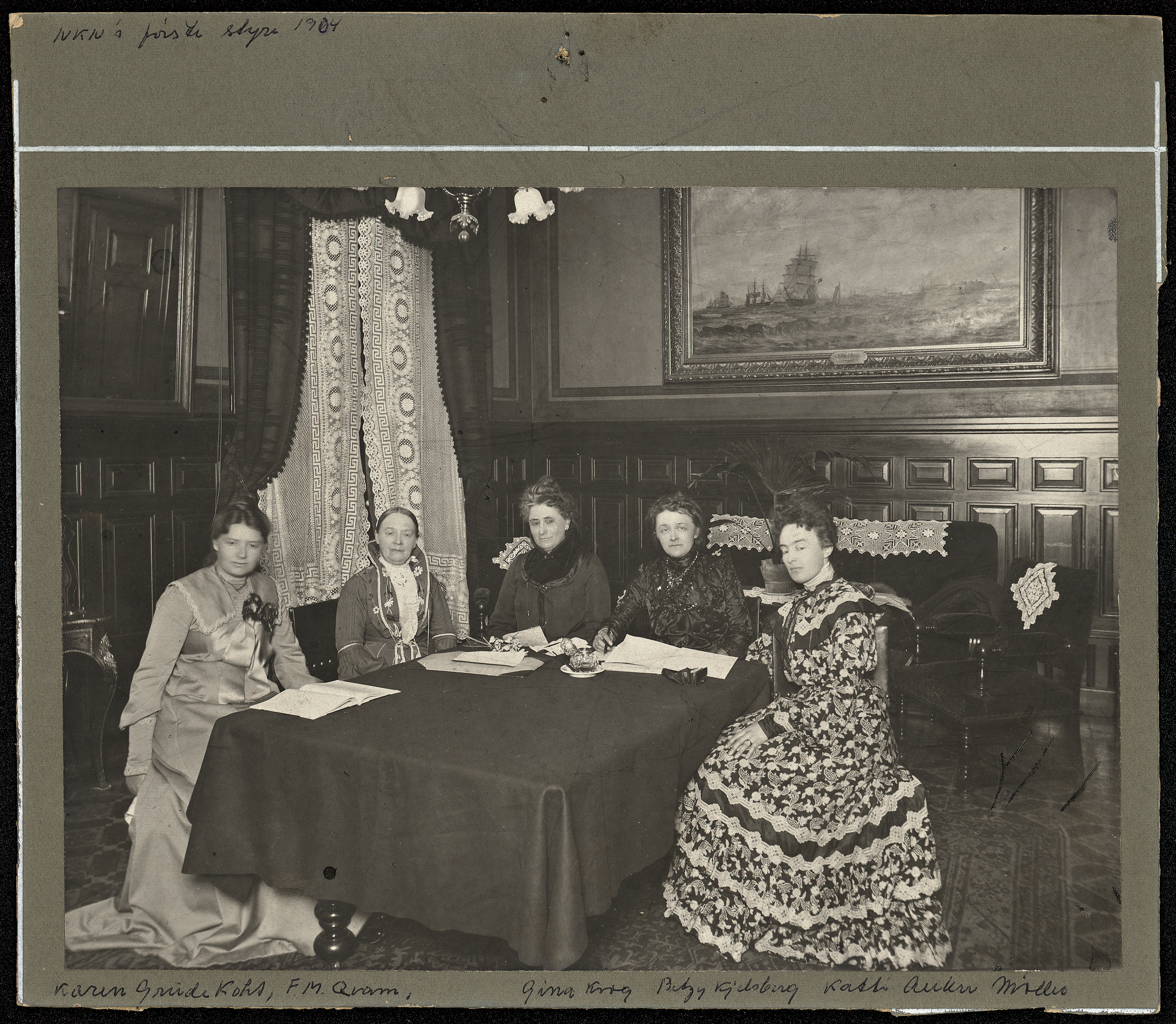
Первая встреча «Женского национального совета Норвегии». Катти Мёллер крайняя справа

После этого Мёллер обратилась к борьбе за декриминализацию абортов в Норвегии. На эту тему она проводила лекции под названием «Освобождение материнства» и под заголовком «Воспроизводство детей в рамках культуры. Право женщины на её собственное тело». Эта идея встретила широкое сопротивление, в том числе со стороны женщин. Однако это не остановило Катти, и она продолжила борьбу, добавив в свои лекции ещё тему контрацепции. Несмотря на сильное сопротивление общества, Мёллер удалось создать в Осло первую «Гигиеническую контору», где женщин информировали о способах контрацепции.
В 1904 году был основан «Женский национальный совет Норвегии» (Norske Kvinners Nasjonalråd), который был всего лишь прикрытием для различных женских объединений. Катти Мёллер входила в этот «Совет» вместе с другими активистками.